# 9 nivôse
9 frimaire 9 pluviôse
Le nonidi 9 nivôse, officiellement dénommé jour du salpêtre, est le 99e jour de l'année du calendrier républicain.
C'était généralement le 29e jour du mois de décembre dans le calendrier grégorien.